# Kallidaikurichi

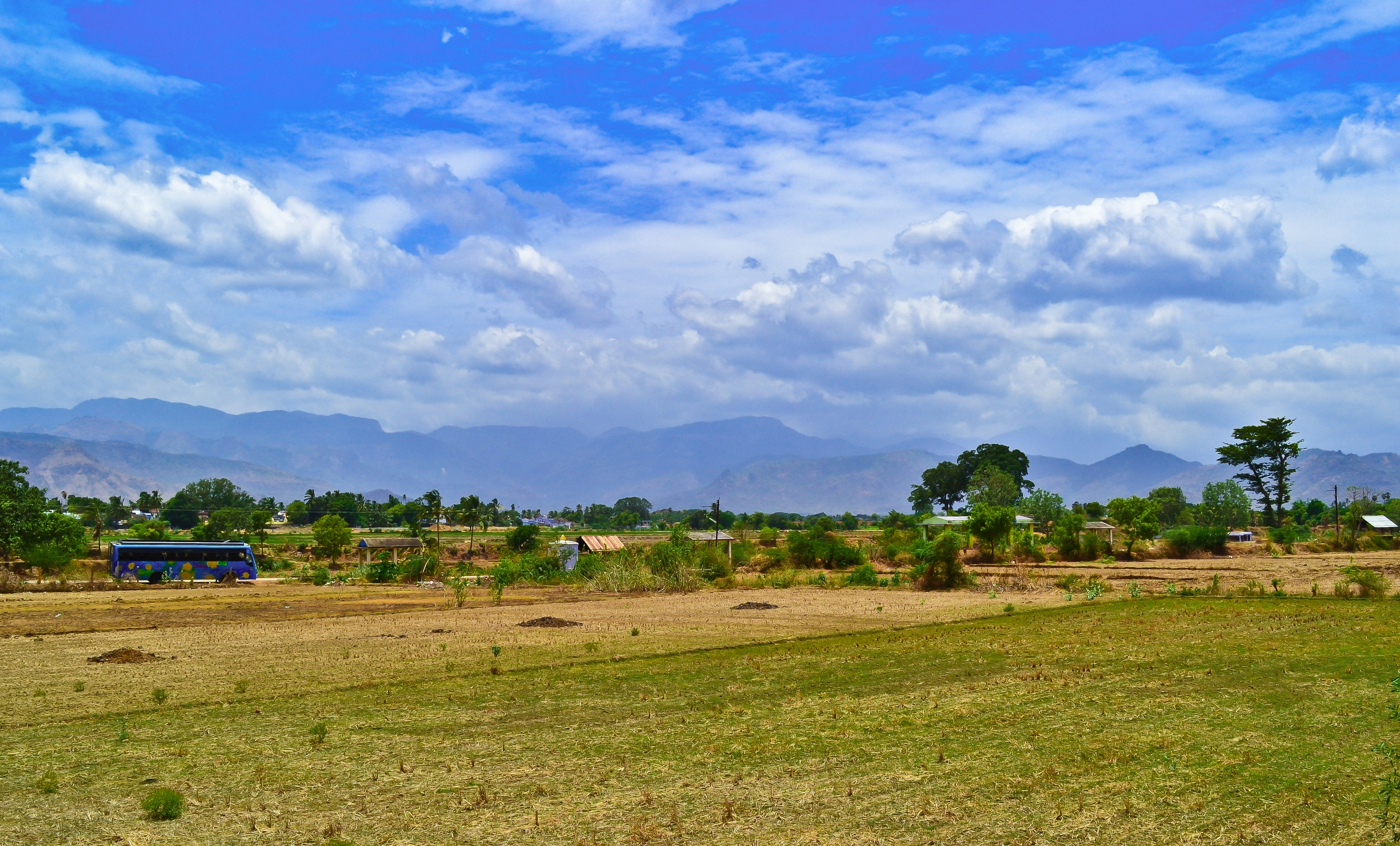
Landschaft bei Kallidaikurichi

Kallidaikurichi (Tamil: கல்லிடைக்குறிச்சி Kalliṭaikkuṟicci [ˈkalːɨɖɛiˌkːuritʃi]; Kalladaikurichi beim indischen Zensus) ist eine Stadt im indischen Bundesstaat Tamil Nadu. Die Einwohnerzahl beträgt rund 26.000 (Volkszählung 2011).

## Lage
Kallidaikurichi liegt im Distrikt Tirunelveli im Süden Tamil Nadus rund 40 Kilometer westlich der Distriktshauptstadt Tirunelveli. Die Stadt befindet sich am Südufer des Thamirabarani-Flusses in einer Höhe von ca. 75 m ü. d. M. Auf der anderen Seite des Flusses in ca. vier Kilometern Entfernung befindet sich die Stadt Ambasamudram. Verwaltungsmäßig gehört Kallidaikurichi zum Taluk Ambasamudram im Distrikt Tirunelveli.

## Bevölkerung
Nach der indischen Volkszählung 2011 hat Kallidaikurichi 26.398 Einwohner. 82 Prozent der Einwohner sind Hindus, daneben gibt es Minderheiten von Muslimen (13 Prozent) Christen (4 Prozent). Die Hauptsprache ist, wie in ganz Tamil Nadu, das Tamil, das von fast 100 Prozent der Bevölkerung als Muttersprache gesprochen wird.

## Sehenswürdigkeiten
- Im Ort gibt es mehrere Hindu-Tempel, deren Geschichte bis ins Mittelalter zurückreicht; sie wurden jedoch wiederholt umgebaut und verändert – der bedeutendste ist Perumal (= Vishnu) geweiht.
- Der Ort hat ein Brahmanenviertel (agraharam) mit einer geradlinig verlaufenden Straße, die zu einem Tempel hinführt.

Umgebung
- Ca. 12 km nordwestlich im Ort Thiruvaleeswaram befindet sich der Valisvara-Tempel aus der Zeit der Chola-Herrschaft.

## Persönlichkeiten
- K. A. Nilakanta Sastri (1892–1975), Indologe und Kunsthistoriker, wurde hier geboren.